# Gefangene im Weltraum
Gefangene im Weltraum (Original- und Alternativtitel: Prison Ship, Star Slammer, Adventures of Taura) ist ein US-amerikanischer Science-Fiction-Film von Fred Olen Ray aus dem Jahr 1986. Der Trashfilm weist auch Merkmale des Frauengefängnisfilms auf.

## Handlung
Die Minenarbeiterin Taura wird auf dem Planeten Arous (bekannt aus Die Augen des Satans, 1957) festgenommen, weil sie bei einem Angriff die Hand des Kapitäns Bantor mit heißer Lava verätzte. Sie wird zu einem längeren Aufenthalt auf dem Gefängnisraumschiff Vehemence verurteilt. Dort herrscht die sadistische Gefängniswärterin Exene. Auch Bantor wird dem Schiff zugeteilt. Er soll dort eine Maschine zur Gedankenkontrolle entwickeln, die aus Menschen willenlose Zombies macht.
Taura gewinnt das Vertrauen der Mitgefangenen und lehnt sich gegen die sadistischen Wärter auf. Gemeinsam gelingt den Frauen die Flucht. In einer Weltraumschlacht können sie schließlich ihre ehemaligen Unterdrücker besiegen.

## Hintergrund
In einer Szene des Films wird das Monster aus The Deadly Spawn (1983) eingesetzt. Auch bei den Kostümen und  Special Effects wurden verschiedene Filme zweitverwertet. So stammen einige Kostüme aus den Filmen Metalstorm – Die Vernichtung des Jared-Syn (1983) und Planet des Schreckens (1981). Ein Landrover wiederum stammt aus der Serie Logan’s Run (1977). Darüber hinaus wurden Szenen aus den Filmen Dark Star – Finsterer Stern (1974), Buck Rogers (1979) und Sador – Herrscher im Weltraum (1980) in den Film eingefügt.
Der Film wurde an zwei Wochenenden im Studio von Roger Corman abgedreht. Mit John Carradine und Aldo Ray konnte Fred Olen Ray zwei Altstars verpflichten.
Die alte VHS-Fassung des Filmes erschien im Mai 1988 und enthielt drei Schnitte. Der Film wurde später von der FSK erneut geprüft und ungeschnitten ab 16 Jahren freigegeben. Am 7. Dezember 2018 wurde der Film im Rahmen der Filmreihe Die schlechtesten Filme aller Zeiten (Schlefaz) auf dem Sender Tele 5 ausgestrahlt.

## Kritiken
Der Film gilt als Trashfilm und wurde außerhalb von Kennern und Liebhabern des Genres nicht positiv besprochen. Der Filmdienst bezeichnete den Film als „[a]bstoßende[n] Frauengefängnis-Film, dessen stereotype Handlung in den Weltraum verlagert wurde.“ Cinema.de vergab einen von fünf Sternen und gab als Fazit „Krampfstern Girlnacktica: Top-Schrott!“ an.
Markus Haage gab auf der Horrorfanseite Neonzombies folgendes Fazit zum Besten: „Wie ich es in einem vorrangegangen [sic] Review zu einem Olen-Ray-Film bereits einmal anmerkte: es gibt gute, schlechte und unfreiwillige Trash-Filme. Dies hier ist die ganze hohe Kunst 80er-Trashs. Quasi der Olymp.“

## Synchronisation
Die deutsche Synchronisation entstand 1988 in Hamburg.
| Schauspieler   | Synchronsprecher   | Rolle          |
| -------------- | ------------------ | -------------- |
| Ross Hagen     | Thomas Schüler     | Bantor         |
| Aldo Ray       | Lothar Grützner    | der Inquisitor |
| Suzy Stokey    | Carolin van Bergen | Mike           |
| Dawn Wildsmith | Beate Hasenau      | Muffin         |
| John Carradine | Wolf Rahtjen       | The Justice    |